# 청안군 (1851년)

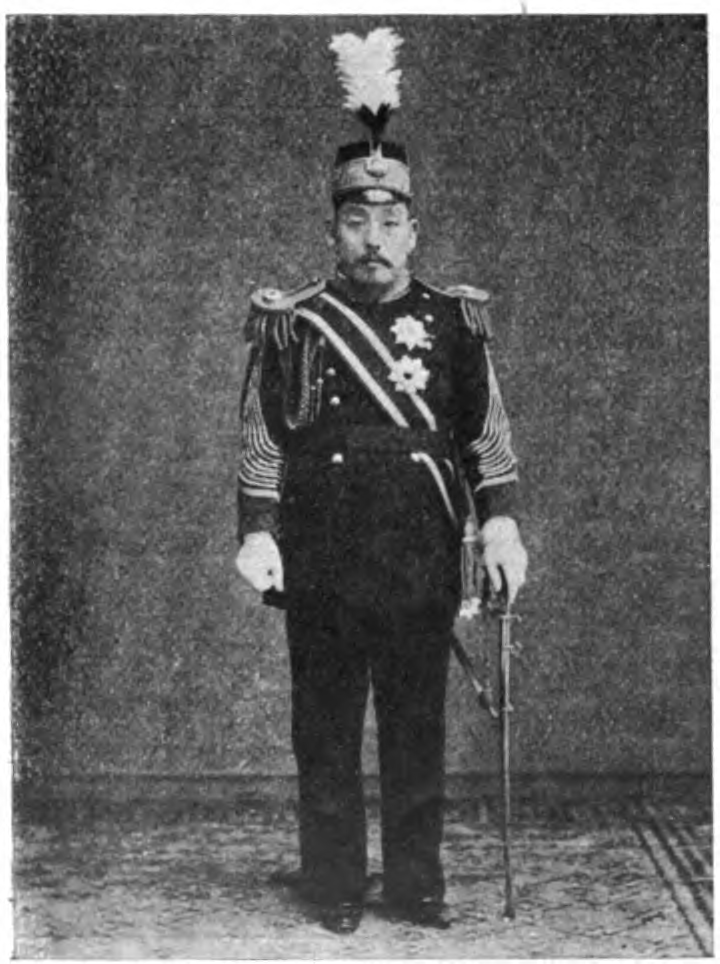
대한제국군 부장 예복을 입고 있는 청안군 이재순

청안군 이재순(淸安君 李載純, 1851년 10월 24일 ~ 1904년 3월 2일)은 조선 후기의 문신이자 왕족으로, 장조의 서장남이었던 은언군(恩彦君)의 양증손이며, 철종의 조카이자 누동궁(樓洞宮) 사손(嗣孫)이다. 1899년 사도장헌세자가 장조 의황제로 추존되면서, 그해 9월 왕족의 예로서 청안군에 책봉되었다. 자는 덕일(德一), 초명은 순달(順達), 시호는 문충(文忠)이다.
철종의 이복 서형인 영평군 경응의 양자로 입양, 음서로 관료생활을 하던 중 사도세자가 장조로 추존되면서 1899년 왕족 자격으로 군에 봉작되었다.

## 생애

### 어린 시절
조선 후기의 왕족으로 본관은 전주, 휘는 재순(載純), 자는 덕일(德一), 초명은 순달(順達), 시호는 문충(文忠)이다. 장조의 서장남이었던 은언군(恩彦君)의 증손이며, 철종의 양 조카이다. 아버지는 영평군 이경응(永平君 李景應)이며, 생부는 선조의 9남 경창군의 9대손으로 음직 부사 증 판서 이휘응(李徽應)이며, 어머니는 안동인(安東人) 김재협(金在協)의 딸 안동 김씨(安東 金氏)이다.
양부 영평군 이경응은 본부인 평산신씨에게서 자녀가 없어, 사후에 청도인 김재협(金在協)의 딸 김재협의 딸 청도김씨와 재혼하였다. 그러나 딸 1명만을 보았다. 영평군 경응은 곧 양자를 들이게 되었고 그가 낙점되었다.
이휘응의 아들로 1851년(철종 2) 10월 24일 탄생하였다. 음서로 출사하여 사용을 역임하였다.

### 관료 생활
사용으로 재직 중 1868년(고종 5) 왕족에게 실시하는 특별 과거인 종친정시문과(宗親庭試文科) 을과로 급제하자, 고종이 전교하길 "이 가문에 과거 급제의 명성이 성대하니 매우 기특하고 기쁘다. 전계 대원군(全溪大院君)의 사우(祠宇)에 정경(正卿)을 보내어 전작례(奠酌禮)를 섭행(攝行)하게 하라." 하였다. 이해 4월 11일 홍문관 부교리(弘文館副校理)를 거쳐 헌납(獻納)을 지내고, 1871년(고종 8) 부교리(副校理)를 거쳐 1872년(고종 8) 부사과(副司果)를 지내고, 다시 부교리(副校理)를 거쳐 1873년(고종 10) 교리(校理)가 되었으며, 1876년(고종 13) 종친부정(宗親府正)이 되었다.
1877년(고종 14) 집의(執義)를 거쳐 1878년(고종 15) 병조참의(兵曹參議)를 역임하고, 부호군을 거쳐 1880년(고종 17) 4월 30일 성균관 대사성(成均館大司成)에 제수되었다. 1882년(고종 19) 종정경(宗正卿)을 거쳐 1888년(고종 25) 6월 30일 이조참판(吏曹參判)을 거쳐 이해 11월 22일 사헌부 대사헌(大司憲)에 제수되고, 이해 12월 선원보략(璿源譜略)을 수정할 때 감인 당상(監印堂上)을 지냈다.
1890년(고종 27) 종정경(宗正卿)되고, 1892년(고종 29) 도승지(都承旨)를 거쳐 6월 23일 한성부 판윤(漢城府判尹)이 되고, 이해 8월 15일 형조 판서(刑曹判書)를 거쳐 이해 10월 30일 의정부 우참찬(右參贊)을 거쳐 1893년(고종 30) 10월 12일 예조 판서(禮曹判書)를 역임하였다.
1895년(고종 32) 4월 27일 형조 판서(刑曹判書)를 거쳐 5월 25일 시종원경 겸 시종장(侍從院卿兼侍從長)에 제수되고, 이해 7월 28일 특파대사(特派大使)로 일본에 파견되었다. 이해 10월 12일 시종원경으로 있으면서 친일정권에 포위되어 불안에 떨고 있는 국왕을 궁성 밖으로 모셔 나와 친일정권을 타도하고 새 정권을 수립하고자 춘생문사건(春生門事件)을 일으켰다.
시종 임최수(林最洙), 탁지부 사계국장(度支部司計局長) 김재풍(金在豐), 참령 이도철(李道徹), 정위 이민굉(李敏宏), 전의원(前議員) 이충구(李忠求), 중추원의관 안경수(安?壽) 등과 합작 모의하여 정동파(貞洞派) 인사들인 이범진(李範晉)·이윤용(李允用)·이완용(李完用)·윤웅렬(尹雄烈)·윤치호(尹致昊) 등의 호응을 받아, 친위제1대대소속 중대장 남만리(南萬里)와 친위제2대대 소속 중대장 이규홍(李奎泓)이 인솔한 800명의 군인들로 하여금 건춘문(建春門)으로 입궐을 시도하게 하였으나 실패하고, 삼청동 쪽에 있는 춘생문에서 담을 넘어 입궐을 시도하게 하였다.
그러나 이 계획에 협력하기로 약속하였던 친위대 대대장 이진호(李軫鎬)가 서리군부대신(署理軍部大臣) 어윤중(魚允中)에게 밀고 함으로써 어윤중의 선무공작(宣撫工作)으로 거사에 실패하고 말았다. 이로 인하여 대부분의 가담자들과 함께 체포되었다. 11월 15일에 열린 특별법원의 판결에서 태(笞) 100대, 징역 3년의 형을 받았으나 종친이었던 까닭으로 3년의 징역을 면제받고 3년 기한의 향리방축(鄕里放逐)의 벌을 받았다.
1896년(고종 33, 건양 1) 2월 11일 방축향리 죄인(放逐鄕里罪人)이었던 그를 사면해주고, 궁내부 대신(宮內府大臣)에 제수하였다. 이해 3월 1일 혼전(魂殿)의 향관(享官)에 임명되고, 이해 10월 19일 경소전(景昭殿)을 새로 지은 공로로 특별히 종1품으로 가자하였다. 1897년(광무 1) 3월 12일 홍문관 시강(弘文館侍講)을 겸임(兼任)하고, 이해 7월 12일 규장각 학사(奎章閣學士)를 겸임시키고, 이해 10월 1일 칙임관 3등에 서임하고, 이해 10월 12일 대행 황후 개명정 서사관(大行皇后改銘旌書寫官)에 임용되었다.
1898년(광무 2) 4월 30일 궁내부 특진관(宮內府特進官)에 임용하고 칙임관 1등에 서임하고, 이해 7월 11일 궁내부 대신(宮內府大臣)에 임용되어 칙임관(勅任官) 1등에 서임(敍任)되고, 이해 10월 11일 궁내부 특진관(宮內府特進官)이 되었다. 이해 11월 9일 경효전 제조(景孝殿提調)를 거쳐 이해 11월 30일 종정원 경(宗正院卿)에 임용되어 칙임관(勅任官) 3등에 서임(敍任)되고, 이해 12월 21일 궁내부 대신(宮內府大臣)에 제수되었다.
1899년(광무 3) 2월 22일 규장각 학사(奎章閣學士)를 겸임하고, 이해 5월 14일 부장(副將)이 되었다.

### 봉작 이후
1899년 6월 5일 독일〔德國〕 친왕(親王)이 오늘 대한제국 항구에 도착할 때에 영접하였고, 이해 7월 13일 겸임 표훈원의정관(兼任表勳院議政官)을 거쳐, 이해 7월 20일 임시서리군부대신사무(臨時署理軍部大臣事務)에 임용되고, 이해 사도세자가 장종으로 추존되면서 그도 이해 9월 21일 승습의 예에 따라 청안군(淸安君)으로 봉작하였다.
1900년(광무 4) 1월 9일 궁내부 특진관(宮內府特進官)에 임용하고 칙임관(勅任官) 1등에 서임(敍任)하고, 이해 4월 22일 종친(宗親)으로서 일찍이 대사(大使)의 직함을 띠고 이웃 나라에 파견되어 기록할 만한 공적을 세워 특별히 훈(勳) 1등에 서훈(敍勳)하고 태극장(太極章)을 하사하였다. 이해 6월 25일 행로명정서사관(行路銘旌書寫官)이 되었다. 1901년(광무 5) 2월 6일 판돈녕원사(判敦寧院事)에 임용하고 모두 칙임관(勅任官) 1등에 서임하고, 이해 3월 19일 징계가 풀려 이해 4월 23일 궁내부 특진관(宮內府特進官)에 임용하고 칙임관(勅任官) 1등에 서임(敍任)되고, 이해5월 5일 호위대 총관(扈衛隊總管)의 사무를 서리(署理)하였다.
아들이 없어서 소현세자의 후손 이한용을 양자로 들였다. 그러나 양자 이한용 역시 자녀 없이 1890년 15세에 사망하여 결국 덕흥대원군 13대손 군수(郡守) 이건용(李建鎔)의 아들 해승을 양손자로 들였다.
1904년(광무 8) 1월 2일 거상 중에 불러내어 벼슬을 시키고 다시 청안군(淸安君)에 봉군하였다. 그러나 곧 병석에 누웠고, 수일간 신병으로 고생하였다 한다. 이해 3월 2일 상오 1시, 향년 54세로 별세하였다. 사망 당시 그의 직책은 숭록대부 판돈령원사 겸 장례원경 홍문관학사 규장각학사 시강원시강관이었고, 대한제국 육군부장직도 겸하고 있었다.

### 사후
시신은 양주군 홍제원(弘濟院) 답동(沓洞, 후일의 서울특별시 서대문구 홍제동 일대)에 안장됐다가 뒤에 경기도 양주군 신혈면(神穴面) 진관리(津寬里, 현 서울특별시 은평구 진관외동) 산 47-1번지 북한산의 지산 이말산(莉茉山)에 이장되었다가 1964년 경에 전계대원군과 회평군 명의 묘소가 있는 경기도 포천군 포천읍 선단리(현 포천시 선단동) 산 11번지로 이장되었다. 전계대원군 묘에서 오른쪽 숲길 따라 250m 지점에 소재해 있다. 묘비는 1904년(광무 8년)에 건립되었으며 글은 윤용구(尹用求)가 지었고, 글씨는 이헌형(李金+憲永)이 썼다. 
고종황제가 조령(詔令)을 내리길, "이 종신(宗臣)은 천성이 진중하고 후덕하며 몸가짐이 신중하고 조심스러워서 가까운 종친들 가운데서도 가장 깊은 관심을 가졌었다. 또한 임오년(1882)과 을유년(1885) 양년에 높은 충성을 다한 수고로 말하면 역사에 기록될 만한 것이다. 한창 등용하던 도중에 갑자기 부고를 받고 보니 슬프기 그지없다. 졸한 청안군 이재순의 상사(喪事)에 장생전(長生殿)에서 관 1부를 보내 주고, 장례비는 궁내부(宮內府)로 하여금 되도록 넉넉하게 보내주도록 할 것이며, 특별히 증 대광보국숭록대부(大匡輔國崇祿大夫)로 추증하고 시호(諡號)는 장사를 지내기 전에 시장문(諡狀文)이 올라오기를 기다리지 말고 의논하도록 하라. 성복일(成服日)에는 치제(致祭)할 수 없을 것이니, 장일(葬日)에 비서원 승(祕書院丞)을 보내어 치제하게 하라. 제문은 직접 지어 내려보내겠다." 하였다. 이해 3월 8일 시호는 문충(文忠)에 추증되었다.
1909년(융희 3) 8월 27일 황후가 인정전(仁政殿) 동쪽 행각에서 청안군(淸安君) 부인 정경부인 홍씨(洪氏)에게 특별히 훈 2등에 서훈하고 서봉장(瑞鳳章)을 하사하였다.
1910년(융희 4) 8월 21일 황후(皇后)가 청안군(淸安君) 부인 정경부인(貞敬夫人) 훈(勳) 2등 홍씨(洪氏)에게 훈 1등에 서훈(敍勳)하고 서봉장(瑞鳳章)을 하사하였다.

## 가족관계
- 할아버지(양 조부) : 전계대원군(全溪大院君, 1785년 4월 29일 ~ 1841년 12월 14일)
- 아버지(양부): 영평군 이경응(永平君 李景應, 1828년 - 1901년), 전계대원군의 서자였으나 승적하여 봉사손이 되었다.
- 어머니(양모): 정경부인 평산신씨(1832년 7월 22일 - 1857년 5월 8일), 신재준(申在準)의 딸
- 어머니(양모): 정경부인 청도김씨(貞敬夫人 淸道金氏, 1839년 3월 23일 - 1921년)
  - 양 누이: 숙부인 이씨(淑夫人 李氏, 1866년 - 1913년), 군수(郡守) 황연수(黃演秀)에게 출가.
  - 양 매제 : 선산군수(郡守) 황연수(黃演秀, 1866년 - 1949년), 응교 황보연(黃普淵, 창원 황씨)의 아들[2][3]
- 아버지(생부): 이휘응(李徽應), 선조의 서 9남 경창군(慶昌君)의 9대손.
- 어머니(생모): 안동김씨(安東 金氏), 안동인(安東人) 김재협(金在協)의 딸.
- 부인: 정경부인 풍산홍씨(貞敬夫人 豊山洪氏, 1853년 3월 14일 ~ ?), 풍산인 홍경모(洪慶謨)의 딸
  - 아들(양자): 풍선군 이한용(豊善君 李漢鎔, 1875년 - 1890년), 인조의 적장남 소현세자 8대손이자 음서로 영(令)을 지낸 이재철(李載徹)의 아들.

## 같이 보기
- 누동궁
- 전계대원군 묘
- 선단초등학교
- 철종